# Maomé III de Granada
Maomé III (em árabe: محمد الثالث; romaniz.: Muḥammad III; 15 de agosto de 1257 – 21 de janeiro de 1314), cujo nome completo era Abu Abedalá Maomé ibne Maomé (em árabe: أبو عبد الله محمد بن محمد; romaniz.: Abū ʿAbd Allāh Muḥammad ibn Muḥammad), foi sultão do Reino de Granada no Alandalus, na Península Ibérica, de 8 de abril de 1302 a 14 de março de 1309, e membro da dinastia nacérida. Ascendeu ao trono do sultão de Granada após a morte de seu pai, Maomé II, que, segundo rumores, foi envenenado por Maomé III. Tinha a reputação de ser culto e cruel. Mais tarde em sua vida, se tornou deficiente visual, o que o levou a se ausentar de muitas atividades governamentais e a depender de altos funcionários, especialmente o poderoso vizir ibne Aláqueme Arrundi.
Maomé III herdou uma guerra em curso contra Castela. Foi capaz de aproveitar o recente sucesso militar de seu pai e expandir o território de Granada quando capturou Bedmar em 1303. Negociou um tratado com Castela no ano seguinte, no qual as conquistas de Granada eram reconhecidas em troca de Maomé fazer juramento de fidelidade ao rei de Castela, Fernando IV, prestando-lhe homenagem. Maomé procurou estender seu governo a Ceuta, no norte da África. Para conseguir isso, encorajou a cidade a se rebelar contra o Império Merínida em 1304 e, dois anos depois, invadiu e conquistou a cidade. Consequentemente, Granada controlava ambos os lados do Estreito de Gibraltar. Isso alarmou os três maiores vizinhos de Granada (Castela, Império Merínida e Aragão), que no fim de 1308 formaram coalizão contra Granada. As três potências estavam se preparando à guerra total contra Granada quando Maomé III foi deposto num golpe palaciano. Sua política externa era cada vez mais impopular entre sua nobreza, e o vizir ibne Aláqueme - que era, devido à quase cegueira de Maomé, agora o poder por trás do trono - desconfiava universalmente. Maomé foi substituído por seu meio-irmão Nácer em 14 de março de 1309. Foi autorizado a viver em Almuñécar, mas - após a tentativa de seus seguidores de derrubar Nácer - foi executado em Alhambra em 1314.
Em contraste com os longos reinados de seu pai e avô, Maomé I, o reinado de Maomé III foi notavelmente curto; mais tarde foi conhecido pelo epíteto Almaclu ("o Deposto"). Foi responsável pela construção da Grande Mesquita de Alhambra (mais tarde destruída por Filipe II no século XVI), bem como do Palácio do Partal dentro da Alhambra. Também supervisionou a construção de uma casa de banho pública próxima, cuja renda pagou pela mesquita. É conhecido por ter senso de humor e por ter favorecido a poesia e a literatura. Compôs seus próprios poemas, dois dos quais sobrevivem até hoje na obra Al-Lamha de ibne Alcatibe.

## Antecedentes

Mapa do Reino de Granada em 1306

Alandalus, ou a Península Ibérica muçulmana, foi governada por vários pequenos reinos ou taifas após a dissolução do Califado Almóada no início do século XIII. Na década de 1230, o avô de Maomé III, Maomé I, estabeleceu um desses reinos, inicialmente centrado em sua terra natal, Arjona, e acabou se tornando o Reino de Granada. Antes da metade do século, os reinos cristãos na Península Ibérica, especialmente Castela, aceleraram sua expansão – também chamada de Reconquista – às custas dos muçulmanos e, como resultado, Granada se tornou o último Estado muçulmano independente na Península. Por meio de uma combinação de manobras diplomáticas e militares, o reino conseguiu manter sua independência, apesar de estar cercado por dois vizinhos maiores, Castela ao norte e o Império Merínida com sede no Magrebe. Sob os reinados de Maomé I e seu sucessor Maomé II, Granada entrou em aliança intermitentemente ou entrou em guerra com qualquer um desses poderes, ou os encorajou a lutar entre si, a fim de evitar ser dominado por qualquer um deles. De tempos em tempos, os sultões de Granada juravam fidelidade e prestavam tributos aos reis de Castela, o que representava uma importante fonte de renda para o monarca cristão. Do ponto de vista de Castela, Granada era um vassalo real, enquanto fontes muçulmanas nunca descreveram o relacionamento como tal, e Maomé I em outras ocasiões declarou nominalmente sua fidelidade a outros soberanos muçulmanos.

## Vida

### Primeiros anos
Maomé ibne Maomé nasceu em 15 de agosto de 1257 (quarta-feira, 3 Xabã 655 A.H.) em Granada. Seu pai era o futuro Maomé II e sua mãe era prima de primeiro grau de seu pai (um casamento binte am). Pertenciam ao clã nacérida - também conhecido como Banu Nácer ou Banu Alamar - que, segundo o historiador granadino posterior e vizir ibne Alcatibe, era descendente de Sade ibne Ubadá. Sade era um companheiro proeminente do profeta Maomé, da tribo Banu Cazeraje na Arábia; seus descendentes migraram à Península Ibérica e se estabeleceram em Arjona como fazendeiros. O futuro Maomé III nasceu durante o reinado de seu avô, Maomé I, o fundador da dinastia. No início do mesmo ano, seu pai foi nomeado herdeiro do reino. Maomé III tinha uma irmã, Fátima, nascida c. 1260 da mesma mãe. O pai deles tinha uma segunda esposa, uma cristã chamada Xemece Adua, que era mãe de seu meio-irmão Nácer, muito mais novo (nascido em 1287). Seu pai, também conhecido pelo epíteto Alfaqui ("o jurisconsulto canônico") devido à sua erudição e educação, incentivou as atividades intelectuais de seus filhos: Maomé se dedicava intensamente à poesia, enquanto Fátima estudava o barnamaje - as biobibliografias do islã estudiosos - e Nácer estudou astronomia.
Quando ainda tinha boa visão, o futuro Maomé III tinha o hábito de ler até altas horas da noite. Foi nomeado herdeiro (uáli alade) durante o reinado de seu pai e esteve envolvido nos assuntos de estado. Como príncipe herdeiro, quase executou o cátibe (secretário) de seu pai, ibne Aláqueme Arrundi (também futuro vizir de Maomé III), porque um boato atribuiu o cátibe a versos satíricos que circulavam na corte que criticavam a dinastia dominante de Granada e irritavam o príncipe. Ibne Aláqueme escapou da punição escondendo-se em prédios abandonados até que a raiva do príncipe diminuísse.

### Reinado

#### Ascensão
Pouco antes de sua morte, Maomé II supervisionou uma campanha bem-sucedida contra Castela, aproveitando a guerra simultânea de Castela contra Aragão e a minoridade do rei castelhano, Fernando IV. Derrotou o exército castelhano na Batalha de Iznalloz em 1295 e conquistou algumas cidades fronteiriças, incluindo Quesada em 1295 e Alcaudete em 1299. Em setembro de 1301, Maomé assegurou um acordo com Aragão que planejava uma ofensiva conjunta e reconhecia os direitos de Granada sobre Tarifa, um importante porto no estreito de Gibraltar tomado por Castela em 1292. Este acordo foi ratificado em janeiro de 1302, mas Maomé II morreu antes que a campanha se materializasse. Maomé III assumiu o trono com cerca de 45 anos, quando seu pai morreu em 8 de abril de 1302 (8 Xabã 701 A.H.), após 29 anos de governo. Houve alegações, citadas por ibne Alcatibe, de que Maomé III, talvez impaciente para assumir o poder, matou seu pai com veneno, embora esse boato nunca tenha sido confirmado.[a] Uma anedota diz que durante sua ascensão cerimônia, quando um poeta recitou "Para quem as bandeiras são hoje desfraldadas? Para quem marcham as tropas sob seus estandartes?", ele respondeu com uma piada: "Para este tolo que você pode ver antes de todos."

#### Paz com Castela e Aragão
Inicialmente, Maomé III continuou a guerra de seu pai contra Castela, a aliança com Aragão e o Império Merínida e o apoio a Afonso de la Cerda, um pretendente ao trono castelhano. Enviou uma embaixada ao sultão merínida Abu Iacube Iúçufe Anácer (r. 1286–1307) liderado por seu vizir Abu Sultão Aziz ibne Almunim Adani , e emprestou a Anácer - então sitiando os ziânidas em Tremecém - um contingente de arqueiros granadinos que estavam familiarizados com a guerra de cerco. Em 11 de abril, escreveu a Jaime II informando o rei aragonês da morte de seu pai e afirmando sua amizade com Jaime II e Afonso de la Cerda. Na frente castelhana, as tropas granadinas comandadas por Hamu ibne Abdalaque ibne Rau]] tomaram Bedmar, perto de Xaém, bem como os castelos vizinhos duas semanas após a ascensão de Maomé III. Após a conquista, enviou a esposa do alcaide da cidade, Maria Gimenes, a Anácer. Em 7 de fevereiro de 1303, Granada e Aragão concluíram um tratado de um ano. No mesmo ano, enfrentou uma rebelião de seu parente Abu Alhajaje ibne Nácer, o governador de Guadix. Ele rapidamente suprimiu a rebelião e ordenou que Abu Alhajaje fosse executado por outro parente, escolhido provavelmente para enviar uma mensagem.
Maomé III então iniciou negociações de paz com Castela. Em 1303, Castela enviou uma delegação liderada pelo chanceler real Fernando Gomes de Toledo a Granada. Castela se ofereceu para atender a quase todas as demandas de Granada, incluindo a cessão de Bedmar, Alcaudete e Quesada. Tarifa, um dos principais objetivos do Granada, ia ser mantido por Castela. Em troca, Maomé concordaria em se tornar vassalo de Fernando e pagar os parias (tributo), um típico acordo de paz entre os dois reinos. O tratado foi concluído em Córdova em agosto de 1303 e duraria três anos. Em 1304, Aragão também concluiu sua guerra com Castela (pelo Tratado de Torrelhas) e concordou com o tratado Granada-Castela, criando assim a paz entre os três reinos e deixando os merínidas isolados. O acordo e a resultante aliança com Castela e Aragão deram paz a Granada, bem como uma posição dominante no Estreito de Gibraltar. No entanto, criou seus próprios problemas. Internamente, muitos não estavam satisfeitos com a aliança com os cristãos, especialmente os Voluntários da Fé, um grupo militar que veio do norte da África para Granada para travar uma guerra santa. Posteriormente, Maomé III dispensou seis mil de suas tropas norte-africanas. O Império Merínida ficou ofendido pela aliança tripartida isolando-o. Aragão, enquanto fazia parte da aliança, temia que as fortes relações Castela-Granada significassem que o bloco poderia estabelecer um estrangulamento no Estreito e devastar o comércio aragonês. O rei aragonês Jaime II enviou um emissário, Bernardo de Sarriá, ao sultão Anácer, para negociações — embora, no final das contas, não tenham tido sucesso.

#### Conquista de Ceuta e repercussão
Aproveitando a paz com as potências cristãs, Granada tentou uma expansão para Ceuta, no lado norte-africano do Estreito de Gibraltar. A luta pelo controle do Estreito, que controlava a passagem entre a Península Ibérica e o Norte da África, foi tema recorrente nas relações exteriores de Granada - envolvendo Castela e os merínidas - até meados do século XIV. Em 1304, os habitantes de Ceuta declararam independência dos merínidas, liderados por seus senhores dos azáfidas. Agentes granadinos como Abuçaíde Faraje, governador de Málaga e cunhado de Maomé, encorajaram a rebelião. Anácer estava ocupado numa guerra contra os ziânidas e, portanto, incapaz de tomar qualquer ação enérgica. Em maio de 1306, Granada enviou uma frota para capturar Ceuta, enviando seus líderes azáfidas para Granada e declarando Maomé III o senhor supremo da cidade. Suas forças também desembarcaram nos portos merínidas de Alcácer-Ceguer, Larache e Arzila e ocuparam esses portos do Atlântico. Ao mesmo tempo, um príncipe merínida dissidente, Abuçaíde Otomão ibne Abi Alulá, declarou uma rebelião, conquistou uma área montanhosa no norte de Marrocos e aliou-se a Granada. Anácer foi assassinado em 10 de maio de 1307 e foi sucedido por seu filho Abu Tabite Amir (r. 1307–1308). Abuçaíde Otomão respondeu declarando-se sultão em maio ou junho de 1307, enquanto Abu Tabite terminou o cerco de seu pai em Tremecém e retornou ao Marrocos com suas tropas.
Abu Tabite retomou Alcácer-Ceguer e Arzila de Granada, bem como Tânger de Abuçaíde Otomão após derrotá-lo numa batalha. Abuçaíde Otomão teve que se refugiar em Granada, onde se tornou comandante dos Voluntários da Fé. Abu Tabite enviou emissários a Maomé III exigindo o retorno de Ceuta e preparou um cerco à cidade. No entanto, morreu em Tânger em 28 de julho de 1308 e foi sucedido por seu irmão Abu Arrabi Solimão. Abu Arrabi concordou com uma trégua com Granada, deixando Ceuta sob o controle de Maomé. A conquista de Ceuta, juntamente com o controle de Gibraltar e Algeciras, deu a Granada um forte controle do Estreito, mas alarmou seus vizinhos merínidas, Castela e Aragão, que começaram a considerar uma coalizão contra Granada.

#### Ascensão de ibne Aláqueme
Durante o reinado de Maomé III, seu vizir Abu Abedalá ibne Aláqueme Arrundi cresceu em poder e acabou se tornando o homem mais poderoso do reino, eclipsando o próprio sultão. Não está claro exatamente quando ou como assumiu o poder absoluto, mas foi em parte devido à cegueira do sultão (ou visão deficiente)[b] que o excluiu de muitos de seus deveres. Originalmente de Ronda e descendente de um ramo da antiga dinastia abádida, entrou na corte como cátibe (secretário) em 1287 durante o reinado de Maomé II e depois subiu para o posto mais alto na chancelaria. Maomé III manteve seus serviços e o nomeou covizir servindo com Adani, o vizir de seu pai. O velho vizir queria que Atique ibne Almaul, um caide (chefe militar) cuja família era aparentada com os nacéridas, o sucedesse como único vizir após sua morte. No entanto, após a morte de Adani em 1303, Maomé III nomeou ibne Aláqueme como vizir de qualquer maneira. Por controlar os dois cargos poderosos de vizir e cátibe, ele recebeu o título de du aluizarataim ("titular dos dois vizirados"). Foi ele quem assinou o tratado de 1303 com Castela em Córdova em nome de Maomé III, e quem visitou Ceuta após sua conquista por Granada em vez do sultão. À medida que seu poder crescia, os poetas da corte começaram a dedicar seus versos a ele, em vez do sultão, e ele vivia um estilo de vida luxuoso em seu palácio.

#### Coalizão contra Granada
Apesar dos esforços do vizir Adani de Granada para acalmar seus temores, Aragão continuou os esforços diplomáticos contra Granada. Estes culminaram em 19 de dezembro de 1308, quando Aragão e Castela concluíram o Tratado de Alcalá de Henares. Os reinos cristãos concordaram em atacar Granada, não assinar uma paz separada e dividir seus territórios entre eles. Aragão ganharia um sexto do reino e Castela ganharia o resto. Jaime II também fez um pacto com o sultão Abu Arrabi, oferecendo galés e cavaleiros à conquista merínida de Ceuta em troca de pagamentos fixos, bem como para receber todos os bens móveis adquiridos na conquista. As três potências - "uma linha devastadora de inimigos", segundo o historiador L. P. Harvey - preparadas à guerra contra Granada e os dois reinos cristãos - sem mencionar a colaboração merínida - pediram ao Papa Clemente V que concedesse uma bula cruzada e apoio financeiro da Igreja. Estes foram concedidos em março e abril de 1309. A preparação naval de Aragão foi notada por Granada e no final de fevereiro, Maomé III questionou Jaime II sobre o alvo da operação. Jaime II respondeu em 17 de março, garantindo a Granada que era por sua conquista da Sardenha. Enquanto isso, A Ordem de Calatrava já atacou o território granadino, e o bispo de Cartagena capturou Lubrín em 13 de março. O governador nacérida de Almeria respondeu prendendo comerciantes catalães sediados em sua cidade e confiscando seus bens, enquanto a frota granadina se preparava à guerra.

### Expulsão e anos finais
Com os três vizinhos de Granada dispostos contra ela, Maomé III tornou-se altamente impopular em casa. Em 14 de março de 1309 (em Eid al-Fitr, 1 Xaual 708 AH), um golpe no palácio depôs Maomé e executou seu vizir ibne Aláqueme. O golpe envolveu o rival político do vizir, Atique ibne Almaul, um grupo de notáveis de Granada que preferiam Nácer, meio-irmão de Maomé, de 21 anos, e a furiosa população de Granada. O vizir era visto como detentor do verdadeiro poder do Estado; sua política e estilo de vida extravagante fizeram dele o principal alvo da raiva popular. O povo de Granada saqueou os palácios do sultão e do vizir; o vizir foi morto pessoalmente por Atique ibne Almaul. Maomé III foi autorizado a viver, mas forçado a abdicar em favor de Nácer; por seu próprio pedido, sua abdicação foi formalmente testemunhada por vários faqihs (juristas islâmicos). Ele inicialmente morou no Alcázar Genil, nos arredores da capital; de acordo com uma anedota, um corvo o seguiu desde Alhambra. Após um curto período, foi transferido para Almuñécar na costa.
Houve uma tentativa do conselho real de Granada de restaurar Maomé III durante o reinado de Nácer, ocorrendo em novembro de 1310, quando Nácer estava gravemente doente. Transportaram com urgência o velho e cego Maomé III de Almuñécar numa liteira à corte. No entanto, quando chegou, Nácer havia se recuperado e a tentativa de restaurá-lo falhou. Maomé III foi então preso em Dar Alcubra (A Casa Maior) de Alhambra, e dizem que foi morto. O boato de seu assassinato foi um dos fatores por trás da rebelião liderada por Abuçaíde Faraje e seu filho Ismail, que acabou resultando na deposição do próprio Nácer e Ismail assumindo o trono como Ismail I em 1314. Enquanto Nácer estava lidando com a rebelião de Ismail, outra rebelião ocorreu em dezembro de 1313 ou janeiro de 1314 em Granada para restaurar Maomé III. Segundo o historiador Francisco Vidal Castro, isso provavelmente levou Nácer a assassinar seu irmão - seja para acabar com a rebelião ou como punição depois que ela acabou. De qualquer forma, Maomé III foi assassinado por afogamento numa piscina do Dar Alcubra em 21 de janeiro de 1314 (segunda-feira, 3 Xaual 713 AH). Foi enterrado na Colina Sabica de Alhambra ao lado de seu avô Maomé I.

## Personalidade

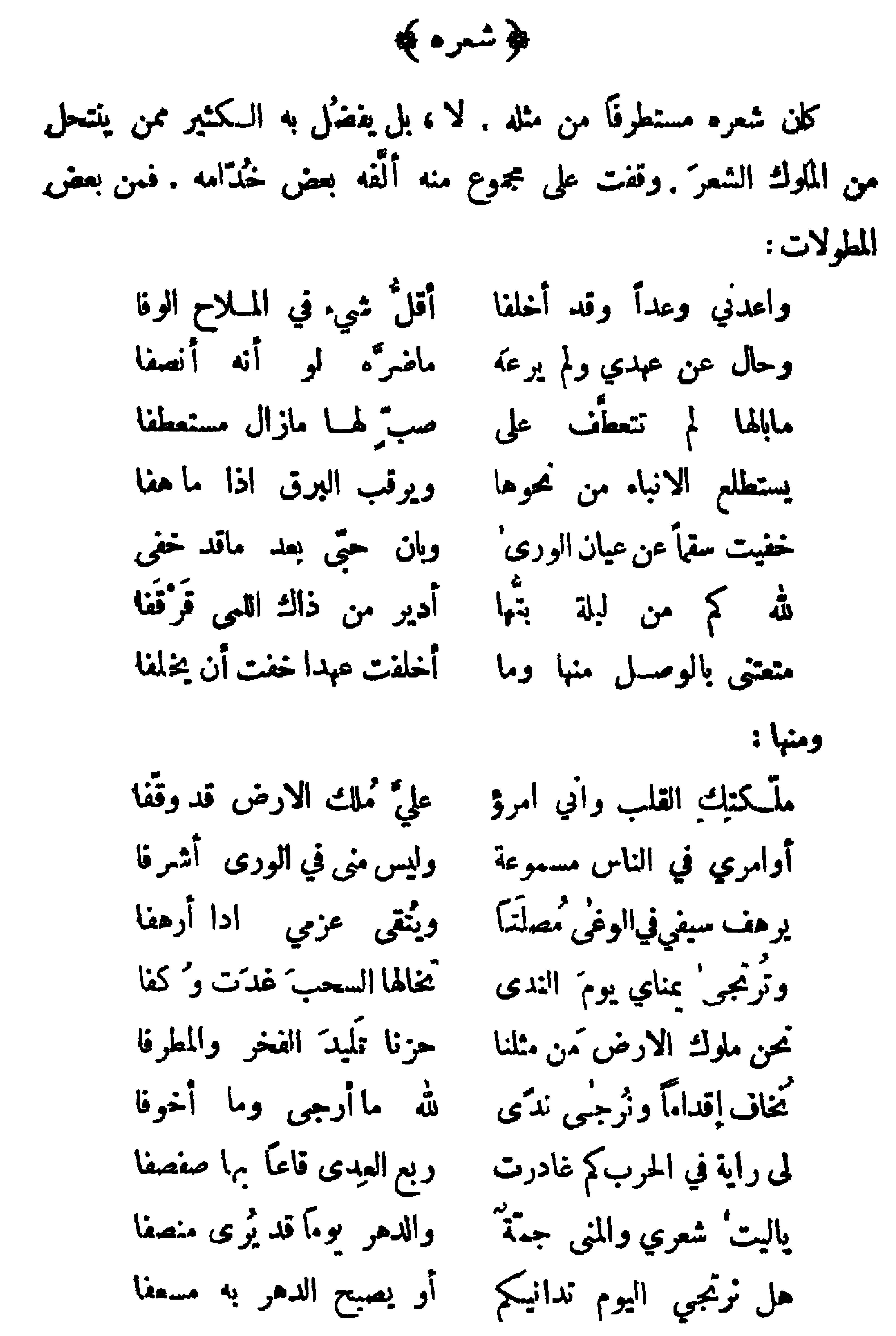
Dois poemas escritos por Maomé III, citados no Al-Lamha de ibne Alcatibe (foto da edição de 1928 ou 1929).
O poema citado no artigo corresponde às sete linhas (separadas em duas metades) na metatde superior da página

Ibne Alcatibe, que escreveu histórias e poesias em meados do século XIV, considerava Maomé III governado por impulsos conflitantes. O poeta contou uma história que ouviu sobre a crueldade irracional dele: no início de seu reinado, aprisionou as tropas domésticas de seu pai e depois se recusou a alimentá-las. Isso continuou até que alguns dos prisioneiros tiveram que comer seus colegas mortos. Quando um guarda lhes deu restos de comida por compaixão, Maomé o executou de tal maneira que o sangue escorria à cela onde os prisioneiros estavam presos. Uma alegação não confirmada mencionada por ibne Alcatibe disse que ele assassinou seu pai. Além da crueldade, era conhecido por ser um homem culto e, como muitos monarcas do Alandalus, amava particularmente a poesia. Uma cássida composta por ele é apresentada na íntegra no al-Lamha de ibne Alcatibe.
Ela me fez uma promessa e a quebrou;

que pouca lealdade as mulheres têm!

Ela renegou sua promessa e não a cumpriu;

ela não teria quebrado se fosse justa!

Como é que ela não mostra simpatia

para um amante ardente que nunca para de convidar seu carinho,

que busca todas as notícias sobre ela

e contempla o relâmpago quando ela pisca?

Escondi minha doença dos olhos dos homens,

mas meu amor ficou claro depois de ter sido escondido.

Oh, quantas noites eu passei bebendo

o vinho daqueles lábios lindos!

[Agora] me negaram a companhia dela,

sem quebrar uma promessa, que temo que ela tenha quebrado.
Ele também era conhecido por seu senso de humor, incluindo uma resposta humorística autodepreciativa a um poema recitado durante a cerimônia solene de sua ascensão.

## Governo e legado

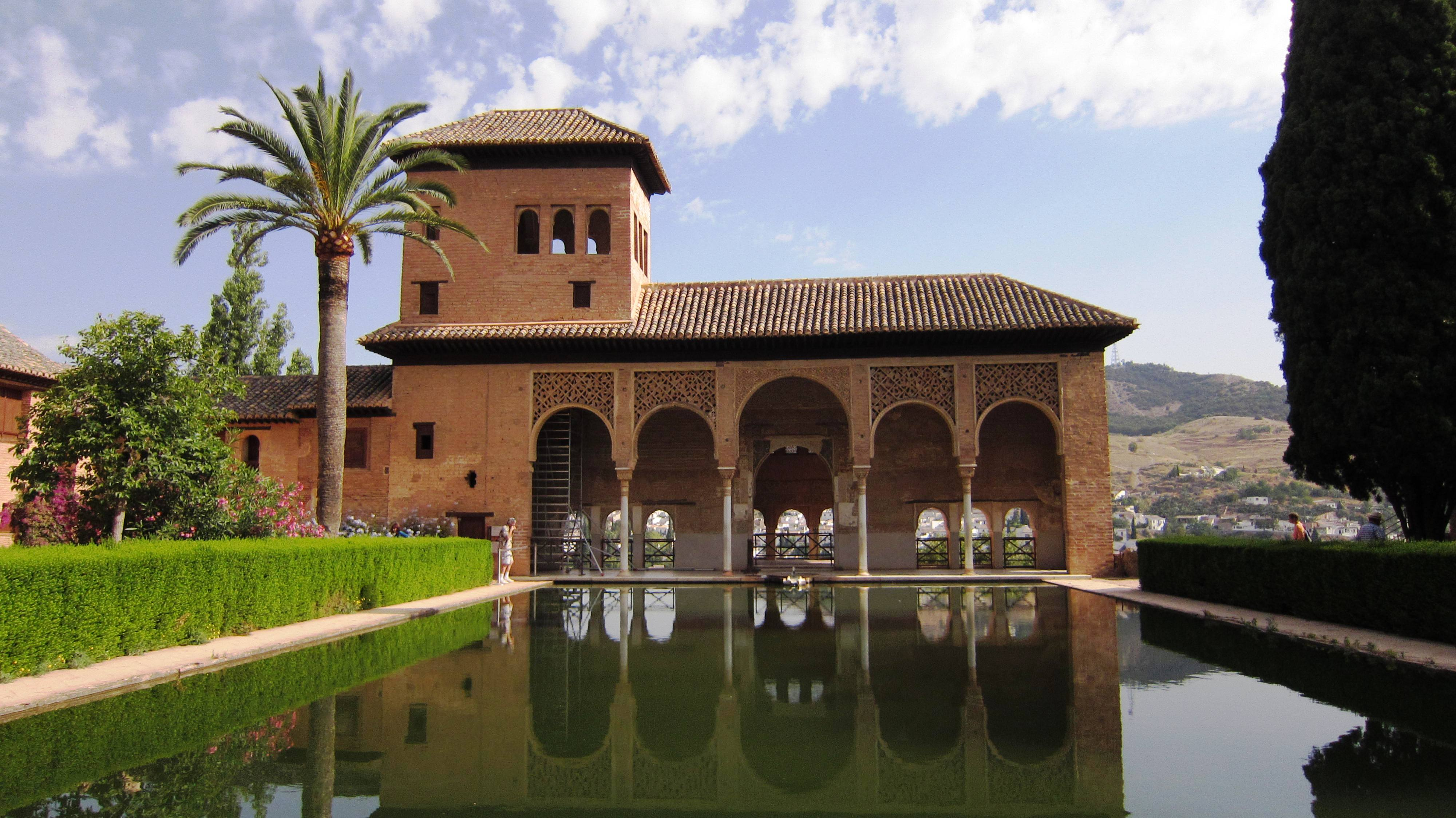
Palácio Partal de Alhambra

Devido à sua cegueira, frequentemente se ausentava dos assuntos de Estado, contribuindo para o poder absoluto posteriormente detido pelo vizir ibne Aláqueme. Além de ibne Aláqueme, seus principais oficiais incluíam Abu Sultão Aziz ibne Almunim Adani (covizir até sua morte em 1303), Hamu ibne Abdalaque (Chefe dos Voluntários da Fé), e Otomão ibne Abi Alulá (Comandante dos Voluntários em Málaga). Seu cunhado e primo-tio Abuçaíde Faraje serviu como governador de Málaga. No judiciário, após a morte do juiz supremo de seu pai (cádi aljama) Maomé ibne Hixeme em 1304 ou 1305, nomeou Abu Jafar Amade Alcoraxi, também conhecido como ibne Farcum. O segundo cargo judicial mais alto, cádi almanaqui ("juiz de casamentos") foi ocupado pelo norte-africano Maomé ibne Ruxaide, que também serviu como imame e cátibe da grande mesquita de Granada.
Maomé III ordenou a construção da grande mesquita (almasjide alazame) de Alhambra, o palácio real e complexo de fortalezas dos nacéridas. Fontes muçulmanas descreveram a elegância desta mesquita, que não sobreviveu até hoje, pois Filipe II a substituiu pela Igreja de Santa Maria da Alhambra em 1576. Ele a decorou com colunas e lâmpadas e concedeu à mesquita uma renda perpétua (waqf) dos aluguéis da casa de banho pública que construiu nas proximidades. Também foi associado a outros edifícios da Alhambra, incluindo o Palácio Partal. Em contraste com Maomé I e II, que desfrutaram de reinados longos e estáveis, Maomé III foi deposto após sete anos. Os historiadores deram a ele o epíteto Almaclu ("o deposto"), que foi identificado exclusivamente com ele, embora muitos de seus sucessores também tenham sido depostos.
Seu sucessor e meio-irmão Nácer herdou a guerra contra a aliança tripartida dos merínidas, Castela e Aragão. Aragão foi derrotado de forma decisiva em Almeria e Castela foi repelido em Algeciras, mas Nácer teve menos sucesso nas outras frentes. Eventualmente, a fim de obter a paz, teve que devolver Ceuta aos merínidas, bem como Quesada e Bedmar a Castela - abrindo mão da maior parte dos ganhos territoriais de Maomé III. Também teve que ceder Algeciras aos merínidas e perdeu Gibraltar para Castela. Ele foi deposto por seu sobrinho Ismail I em 1314. A queda de Maomé III e Nácer, e suas mortes sem herdeiro, também significou o fim da linha masculina de descendência de Maomé I, o fundador da dinastia. Ismail I e os sultões subsequentes descendem de Fátima, filha de Maomé II e seu marido Abuçaíde Faraje, um nacérida de outro ramo (sobrinho de Maomé I). O Reino Nacérida de Granada durou como o único Estado muçulmano na Espanha por quase mais dois séculos, até sua conquista pelos reis católicos em 1492.